# Rogue One: A Star Wars Story
Rogue One: A Star Wars Story (originalment anunciada com Star Wars Anthology: Rogue One) o simplement Rogue One, és una pel·lícula americana del gènere ciència-ficció estrenada el 16 de desembre de 2016. Està dirigida per Gareth Edwards i escrita per Chris Weitz basada en una història de John Knoll i Gary Whitta. Va ser produïda per Lucasfilm i distruibuida per Walt Disney Studios Motion Pictures. És la primera pel·lícula de Star Wars Anthology i els seus esdeveniments són immediatament abans de la trilogia original. El seu repartiment està compost per: Felicity Jones, Diego Luna, Riz Ahmed, Ben Mendelsohn, Donnie Yen, Mads Mikkelsen, Alan Tudyk, Jiang Wen i Forest Whitaker.
El rodatge va començar als estudis Elstree, prop de Londres, a principis de l'agost de 2015 i va acabar el febrer de 2016. Va haver certes preses regravades a mitjan juny amb la incorporació de Gilroy. La pel·lícula es va preestrenar a Los Angeles el 10 de desembre de 2016 i es va estrenar el 16 del mateix mes.
Rogue One ha rebut crítiques generalment positives, amb elogis per la seva actuació, seqüències d'acció, partitura musical i el to més fosc, tot i que algunes crítiques estaven dirigides a la caracterització i l'ús d'imatges generades per ordinador per recrear les semblances d'alguns actors. La pel·lícula ha recaptat més de 1.000 milions de dòlars a tot el món, fet que l'ha convertit en la segona pel·lícula més taquillera del 2016 i en la número 20 si no ajustem la inflació. Ha rebut dues nominacions als premi Oscar, pel millor so i als efectes visuals. Ha estat subtitulada al català.

## Argument
Galen Erso vivia amb la seva dona Lyra i la seva filla Jyn al planeta remot Lah'mu. Un dia hi va aterrar el director imperial Orson Krennic amb les seves tropes i va intentar, per la força, fer que Galen, que en el passat havia sigut un eminent científic, treballés novament per a l'Imperi Galàctic en la construcció d'una nova arma secreta. Malgrat les indicacions de Galen de fugir del lloc, la seva dona Lyra va intentar defensar-lo i va aconseguir ferir l'oficial Krennic, però ella va resultar ser assassinada en aquesta maniobra. Jyn va aconseguir amagar-se en una cova i va ser rescatada després per Saw Gerrera, un prominent lluitador rebel. Galen, el seu pare, va ser obligat a unir-se novament a l'Imperi Galàctic per col·laborar en la construcció d'una nova arma.
Tretze anys més tard, Bodhi Rook, un pilot que va desertar de l'Imperi, aconsegueix filtrar un missatge en forma d'holograma, en el qual el científic Galen parla d'una nova super-arma de l'Imperi (la Estrella de la Mort) que està sent construïda. Saw Gerrera arriba a conèixer aquest missatge, però creu que Bodhi és un espia imperial i treballa com un doble agent. Jyn es troba mentrestant capturada per l'Imperi en un camp de concentració de treballs forçats i és alliberada per un petit grup de rebels dirigits per Ruescott Melshi; després que Cassian Andor s'assabenti de l'existència de l'arma gràcies a un informant de Gerrera, Jyn és traslladada a Yavin IV, la base de l'Aliança Rebel, la qual és dirigida per Mon Mothma i Bail Organa. L'Aliança rebel busca fer servir a Jyn per aconseguir una reunió amb el lluitador rebel Saw Gerrera i així poder establir contacte amb el seu pare Galen i extreure'l abans que aconsegueixi acabar la construcció de l'Estrella de la Mort, però, Cassian rep ordres en secret de l'Aliança rebel de matar Galen, enlloc de rescatar-lo, per evitar la construcció de la nova arma.
Jyn, Cassian i el seu droide K-2SO arriben a la lluna Jedha, on es concentra una insurrecció armada contra l'Imperi, coneguda com els Partisans. Amb l'ajuda del guerrer Chirrut Îmwe i de Baze Malbus s'enfronten a les tropes imperials als carrers, però tots són capturats pels Partisans. Jyn i els altres són traslladats on Saw Gerrera, que manté captiu a Bodhi. Saw mostra a Jyn l'holograma, en el qual el seu pare li demana perdó i li explica el seu treball per a l'Imperi de construcció de la nova arma i que no el fa voluntàriament. Galen explica també que va construir a propòsit un punt feble a l'Estrella de la Mort, mitjançant el qual es pot aconseguir la falla immediata i absoluta de tots els sistemes. Addicionalment, Galen esmenta en el seu missatge, que els plànols de construcció de l'Estrella de la Mort es troben amagats en una base militar de l'Imperi situada al planeta Scarif.
Mentrestant, el Governador Wilhuff Tarkin es troba amb Krennic a l'Estrella de la Mort, ja que la competència i habilitat d'aquest últim és posada en dubte per Tarkin, a causa de la complexitat del projecte de la nova arma. A manera de demostració, Krennic ordena disparar el superláser de l'Estrella de la Mort, a potència limitada d'un reactor, contra la capital de Jedha, destruint-la per complet. L'impacte del làser causa una gegantesca explosió nuclear que aniquila tot el que troba en un rang de centenars de quilòmetres a la rodona, alçant-se fins al espai exterior. Jyn, Cassian, K-2SO, Bodhi, Chirrut i Baze aconsegueixen escapar a temps en una nau que van capturar, però Saw roman allà i mor durant la destrucció del lloc. A causa de la pressió del temps i el perill, Jyn no aconsegueix portar la gravació de l'holograma del seu pare, i amb Saw mort, Jyn és l'única persona que ha vist aquesta gravació. Mentrestant, Tarkin queda impressionat de l'immens poder destructiu de l'Estrella de la Mort, i decideix remoure a Krennic del projecte amb el pretext de la deserció de Bodhi, prenent ell mateix la direcció de l'estació.
Amb l'esperança que el grup de rebels rescati al seu pare, Jyn els explica a tots que ha vist en l'holograma del seu pare, però, Cassian no li concedeix credibilitat i segueix endavant, perseguint secretament l'objectiu d'assassinar Galen Erso. Seguint una indicació de l'holograma de Galen, els rebels arriben al planeta Eadu, un centre d'investigacions de noves tecnologies de l'Imperi. En aquest lloc, els rebels presencien casualment la trobada de Galen, Krennic i altres enginyers en una plataforma. Krennic esmenta que s'ha adonat que algú ha tret informació sobre el projecte Estrella de la Mort i culpa, en primera instància, als enginyers de Galen. Quan Krennic amenaça de mort als enginyers, Galen salta en defensa d'ells i confessa que ha estat ell mateix el que ha filtrat informació cap a l'exterior. Els soldats de Krennic, però, disparen als enginyers. En aquest moment, Jyn aconsegueix arribar a la plataforma i Cassian s'ubica amb un rifle de llarg abast per assassinar Galen, però finalment tria no fer-ho.
Just quan Krennic es disposa a ocupar-se de Galen, un esquadró de naus rebels emprèn un atac a la plataforma, a causa de la qual cosa Galen Erso resulta mortalment ferit i Krennic fuig en una nau de l'Imperi. Galen Erso mor en els braços de la seva filla, a qui Cassian obliga a fugir deixant enrere el cadàver del seu pare. Durant el viatge de tornada a Yavin, a bord d'una llançadora imperial robada, Jyn s'encara amb Cassian després d'assabentar de la seva veritable missió de matar el seu pare. Mentrestant, Krennic es dirigeix al castell de Darth Vader a Mustafar, tractant de guanyar el seu suport i reconeixement al sol·licitar una audiència amb l'Emperador Palpatine, però Vader l'escanya amb La Força per faltar-li el respecte i desestima la seva apel·lació advertin-li abans de deixar-lo anar.
Jyn proposa als rebels un pla per robar els plànols tècnics de l'arma. La majoria dels rebels, incloent la cúpula de l'Aliança, no li concedeixen cap credibilitat al pla proposat per Jyn i es resignen a la impossibilitat de derrotar a l'Imperi, rebutjant oficialment el pla d'atacar la base militar del planeta Scarif, però, Cassian, K-2SO, Bodhi, Chirrut, Baze, Melshi i un grup de rebels estan disposats a donar suport a Jyn en el seu pla.
Els rebels aborden la nau imperial robada, es camuflen com quadrilla imperial sota el nom de "Rogue One" i prenen rumb al planeta Scarif, aconseguint permís per travessar l'escut atmosfèric que envolta el planeta. Mentre que una part del grup inspecciona la base militar, l'altra col·loca explosius per tal de distreure les patrulles imperials. En el transcurs d'aquesta maniobra, sorgeix una forta batalla, les dimensions de la qual augmenten quan apareix la Flota de l'Aliança, dirigida per l'almirall Raddus i el pilot Antoc Merrick. No obstant això, poques naus rebels aconsegueixen ingressar al planeta Scarif abans que l'escut sigui tancat. La batalla a terra es complica amb l'arribada de caminants imperials AT-AT i la mort de molts soldats rebels, entre ells Melshi i Merrick.
Jyn i Cassian entren disfressats d'oficials imperials a la sala d'arxius de la base militar, mentre el robot K-2SO protegeix l'entrada a aquesta sala. Jyn aconsegueix prendre el mitjà d'emmagatzematge on es troben els plànols de l'Estrella de la Mort, segons les instruccions del seu pare. Un grup de tropes imperials s'acosten al lloc de manera que el droide K-2SO decideix segellar l'entrada i es sacrifica per contenir les tropes i guanyar temps perquè els seus companys busquin una altra sortida. Krennic arriba a la base i localitza als rebels, incapacitant a Cassian mentre Jyn aconsegueix sortir del complex per tal de transmetre els plànols a la flota. Chirrut i Baze es sacrifiquen per activar l'interruptor principal, que permet comunicació amb l'exterior. Això permet a Bodhi avisar la flota de la necessitat d'apagar l'escut per rebre la transmissió amb els plànols de l'arma, just abans que una magrana entri a la seva nau i esclati, matant-lo.
Krennic troba a Jyn a l'exterior del complex militar, però ella és salvada per Cassian, qui dispara i fereix a Krennic, poc després que el director s'assabenti de l'existència d'un punt feble a l'estació, deixada deliberadament per Galen Erso en el seu disseny en venjança del que li van fer patir a ell i la seva família. Gràcies a la destrucció de l'escut planetari per la flota rebel, Jyn aconsegueix transmetre els plànols de l'Estrella de la Mort cap a la nau insígnia de la flota rebel de Raddus, en l'òrbita del planeta Scarif. Desafortunadament l'Estrella de la Mort arriba a l'òrbita del planeta Scarif, on Tarkin, per tal de frustrar el robatori dels plànols ordena disparar a potència limitada un reactor contra la base de Scarif, destruint instantàniament l'antena de transmissió i tota la base imperial (i a Krennic amb ella) per tal d'evitar el robatori dels plànols per part dels rebels, però ja és massa tard. Jyn i Cassian es reconcilien i aconsegueixen escapar del complex militar, però com que no tenen una nau de transport per poder sortir del planeta, moren abraçats en una platja després de ser assolits per la colossal ona expansiva de l'explosió nuclear provocada per l'arma.
La flota rebel, després de rebre els plànols de l'Estrella de la Mort des del planeta Scarif, es preparen per iniciar la retirada del sistema i tornar a Yavin IV, però només algunes naus poden saltar a l'hiperespai abans de ser interceptats per una esquadra de fragates imperials comandada per Darth Vader, que salta de l'hiperespai enfront d'ells. La fragata rebel és incapacitada després d'una batalla i abordada per Vader, qui massacra a tots els soldats rebels als passadissos en el seu intent de recuperar la targeta de memòria amb els plànols de l'arma. No obstant això els rebels aconsegueixen escapar amb els plànols a bord de la corbeta rebel Tantive IV. Mentre la corbeta es prepara per saltar a l'hiperespai, la princesa Leia Organa rep els plànols i declara que són l'esperança de la Rebel·lió. Conclòs això, se'n va allunyant-se a l'hiperespai en direcció a Tatooine.

## Repartiment

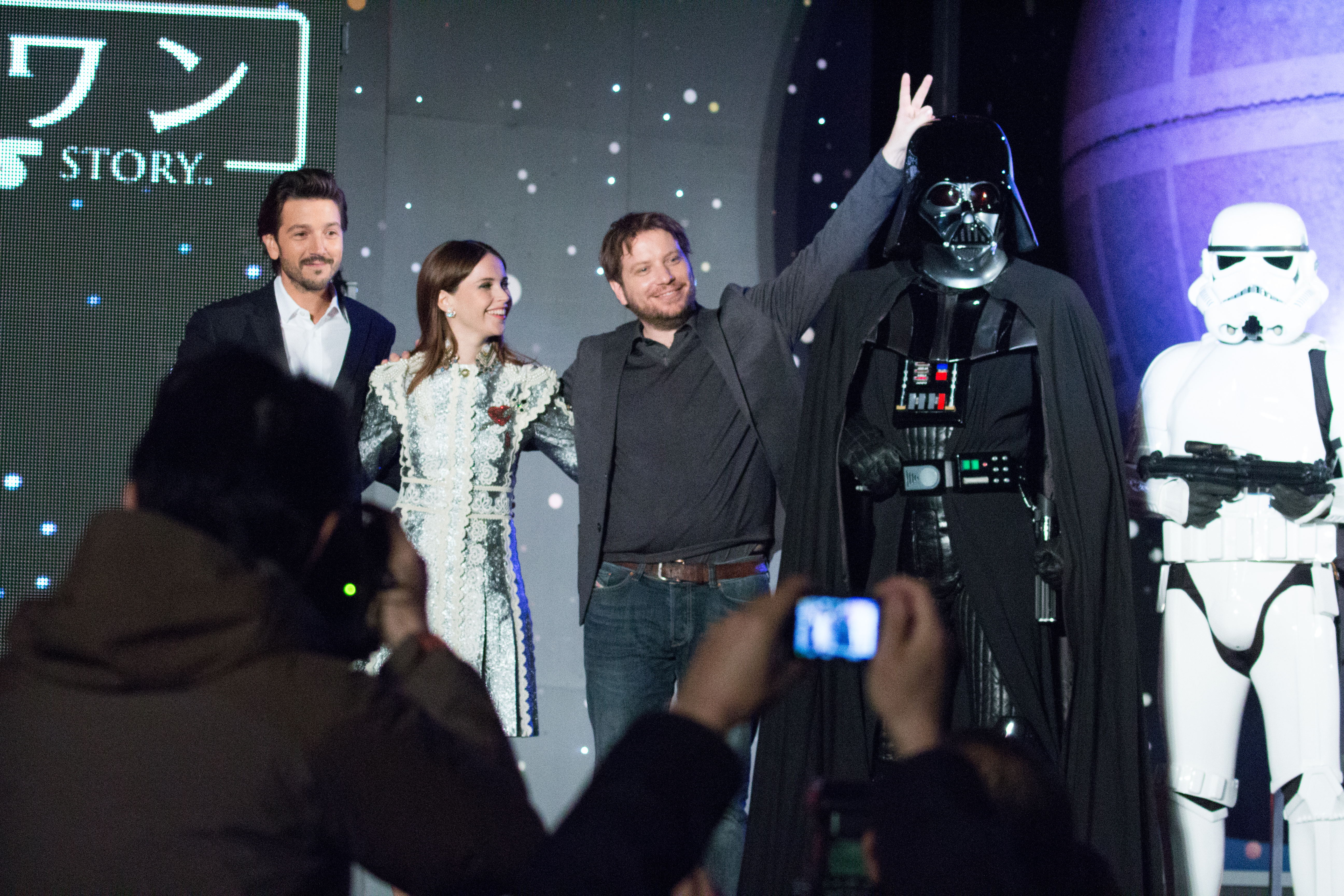
Els actors Diego Luna i Felicity Jones, amb el director Gareth Edwards, a la premiere de la pel·lícula.

- Felicity Jones com a Jyn Erso: una jove rebel que es detinguda pels seus crims contra l'Imperi fins que és alliberada pels rebels.[3] Durant gran part de la seva vida s'amaga sota els noms: Lianna Hallik, Tanith Pontha i Kestrel Dawn.[3]
  - Beu i Dolly Gadsdon són les encarregades d'interpretar a Jyn Erso quan és una nena.
- Diego Luna com a Cassian Andor: capità rebel i oficial d'intel·ligència.[4][5]
- Ben Mendelsohn com a Orson Krennic: director del departament d'investigació d'armes avançades de l'Imperi.[4][6][7]
- Donnie Yen com a Chirrut Îmwe: un guerrer cec inspirat en la figura de zatoichi que creu en la força. Ell mateix diu que era un dels guardians del Whills.[4][7][8]
- Mads Mikkelsen com a Galen Erso, pare de la Jyn i enginyer en cap de l'Estrella de la Mort's father and a research scientist.[7][9][10]
- Alan Tudyk dona veu a l'original a K-2SO: un robot imperial reprogramat per Cassian Andor que treballa per la rebel·lió.[4][11][12][13]
- Riz Ahmed com a Bodhi Rook: expilot Imperial que canvia de bàndol per les influències de Galem.[14][15]
- Jiang Wen com a Baze Malbus: guerrer rebel que durant molt de temps ha estat company de Chirrut Îmwe.[4][7]
- Forest Whitaker com a Saw Gerrera: veterà de les guerres clon i amic de la família Erso.[7][16]
- Valene Kane com Lyra Erso: geòloga amb un ampli coneixement de cristalls, que va ajudar el seu marit Galen amb la seva feina abans de participar en el projecte d'enriquiment energètic d'Orson Krennic. Sospitant profundament de Krennic i de l'Imperi Galàctic, Lyra va creure en La Força i va intentar compartir la seva fe amb la seva filla Jyn. Quan Krennic va seguir els Ersos a Lah’mu, ella va arriscar-se per protegir la seva família.[17]

Jimmy Smits, Genevieve O'Reilly, Anthony Daniels i Jimmy Vee van repetir els seus papers de Bail Organa, Mon Mothma, C-3PO i R2-D2 respectivament.
- Felicity Jones interpreta Jyn Erso
- Diego Luna interpreta Cassian Andor
- Donnie Yen interpreta Chirrut Îmwe
- Ben Mendelsohn interpreta Orson Krennic
- Mads Mikkelsen interpreta Galen Erso
- Jiang Wen interpreta Baze Malbus
- Riz Ahmed interpreta Bodhi Rook
- Forest Whitaker interpreta Saw Gerrera

James Earl Jones posa novament la veu a Darth Vader, i és interpretat per Spencer Wilding i Daniel Naprous, remplaçant a David Prowse qui el va interpretat en les pel·lícules originals. Grand Moff Tarkin i la princesa Leia Organa són interpretats per Guy Henry i Ingvild Deila respectivament. A tots dos se'ls va digitalitzar la cara per què s'asemblessin a Peter Cushing i Carrie Fisher.

## Producció

### Desenvolupament
Rogue One és la primera pel·lícula de Star Wars Anthology, un seguit de spin-off de l'univers Star Wars. Estan pensades dues pel·lícules més basades en les històries de Han Solo i Boba Fett. Kathleen Kennedy va dir que aquestes pel·lícules no es creuarien amb la nova triologia:
| « | George va ser bastant clar amb aquesta obra. El canon que va crear va ser la saga Star Wars. Ara mateix l'Episodi VII està dins d'aquest canon. Els spin-off estan dins d'aquest vast univers que va crear. No hi ha cap intenció de moure els personatges (de les pel·lícules independents) dins i fora de les pel·lícules episodis. En conseqüència, des del punt de vista creatiu, és el full de ruta que va deixar ben clar George Lucas. | » |

John Knoll, supervisor dels efectes especials de la trilogia prequela, va explicar la idea 10 anys abans del desenvolupament, després de l'adquisició per part de Disney se sentia com si l'hagués de llançar una altra vegada o per sempre preguntar-se "el que podria haver passat si el tingués". El maig de 2014, Disney va anunciar que Gareth Edwards dirigiria la pel·lícula i que Gary Whitta escriuria el guió. A l'octubre, el director de fotografia Greig Fraser va revelar que treballaria en la pel·lícula. El gener de 2015, es va anunciar que Whitta havia acabat la seva feina i que ja no treballaria més en el projecte. Es va considerar la possibilitat que Simon Kinberg el suplís. Un mes més tard va presentar a Chris Weitz per acabar el guió. El març de 2015 es va anunciar la pel·lícula.

### Càsting
El gener de 2015, The Hollywood Reporter va fer un reportatge on deia que diverses actrius entre elles: Tatiana Maslany, Rooney Mara i Felicity Jones havien fet proves pel paper principal. El febrer de 2015, s'anuncià que Jones faria el paper principal de la pel·lícula i que Aaron Paul i Édgar Ramírez estaven sent considerats per fer el paper principal masculí. El març d'aquell any, Jones va confirmar oficialment el seu paper. Aquell mateix mes, Deadline.com digué el rumor que Ben Mendelsohn tindria el paper principal. El mes següent, TheWrap informà que Sam Claflin i Riz Ahmed estaven negociant per unir-se al casting.

### Filmació

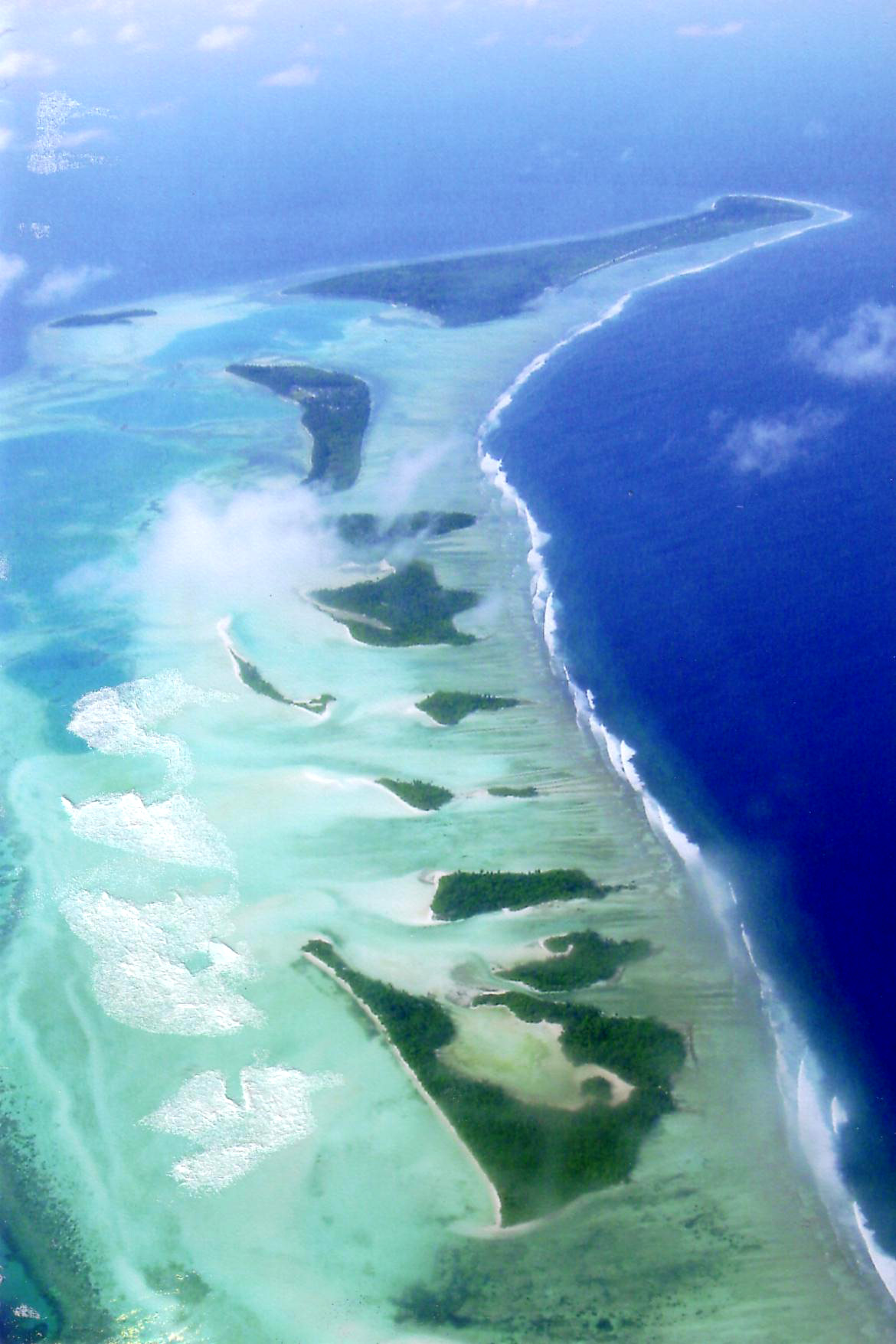
Laamu Atoll a les Maldives va ser utilitzat per a la filmació com Scarif.

El rodatge de la pel·lícula va començar als Elstree Studios a Hertfordshire el 8 d'agost de 2015. Gran part de l'altra fotografia s'ha completat a Pinewood Studios o a les proximitats a Buckinghamshire, UK on es van construir conjunts enormes per complementar escenes filmades a altres llocs del món. La pel·lícula es va rodar amb lents Ultra Panavision 70 amb càmeres Arri Alexa 65 de gran format digital de 6K.
Les localitzacions utilitzades van ser arreu del món. A Islàndia, la tripulació va filmar a Reynisfjara i al voltant de les muntanyes de Hjörleifshöfði i de Hafursey a Mýrdalssandur, que van ser utilitzades per representar Lah'mu i Eadu. També es a utilitzar l'àrea de Krafla amb el seu cràter volcànic i al voltant del llac Mývatn. Les illes de Gan i 
Baresdhoo de atol Laamu a les Maldives, així com RAF Bovingdon, van ser usats per representar a Scarif. Wadi Rum a Jordània va ser utilitzat per representar Jedha. Pymmes Park a Edmonton va ser utilitzat per filmació de localització, i les escenes a Yavin 4 van ser filmades a RAF Cardington i a Tikal. Gareth Edwards va escollir l'estació de Canary Whart del Metro de Londres com localització per una escena de persecució en una base imperial; la gravació va tenir lloc de mitjanit a les 4 A.M., quan l'estació estava tancada al públic.
La pel·lícula va gastar un total de 265 milions de dòlars i va rebre una subvenció de 45 milions de dòlars del programa de promoció cinematogràfica del Regne Unit.
- Montanyes i platja de Hjörleifshöfði
- Montanyes de Hafursey
- L'estació de metro Canary Wharf de Londres
- Ruïnes maies a Tikal, Guatemala on ja s'havia filmat l'episodi IV

### Post-producció
L'11 de febrer de 2016, els executius de Disney va els executius de Disney van declarar que la pel·lícula estava "pràcticament acabada". Diverses setmanes de refilmació pre-programada van començar el juny de 2016.
Industrial Light & Magic (ILM) va produuir els efectes visuals. ILM va utilitzar imatges generades per ordinador i imatges d'arxiu alterades digitalment per inserir el rostre de Peter Cushing en el cos de l'actor Guy Henry. Lucasfilm va obtenir el permís de propietat de l'últim actor per incloure'l a la pel·lícula. Segons informes, l'equip va buscar en innombrables hores de material de Cushing per trobar material de referència adequat i Henry va proporcionar el moviment i treball de veu. Un model digital de Cushing es mapava sobre el moviment de Henry com una màscara de cos digital. Els moviments de Cushing, incloent-hi la seva manera de parlar, van ser estudiades per l'equip creatiu i aplicades al model digital de Tarkin. La família de Cushing estava molt involucrada amb la creació i tenia una aportació fins a "petits ajustaments subtils". Un procés similar es va utilitzar en la representació de la princesa Leia; L'aparició de Carrie Fisher com Leia a la primera pel·lícula es va superposar a la cara de l'actriu noruega Ingvild Deila i àudio d'arxiu de Fisher dient "Hope" va ser usada per donar veu al personatge.
La postproducció va acabar el 28 de novembre de 2016.

## Banda sonora
El març de 2015, es va informar que Alexandre Desplat, que havia treballat amb Edwards a Godzilla, compondria la partitura de Rogue One. Malgrat els rumors que Lucasfilm no va establir un contracte inicialment, Desplat va confirmar en una entrevista d'abril de 2016 que seria el compositor de la pel·lícula. Pel que fa a la pel·lícula, Desplat va comentar que "[Edwards i Jo] vam tenir una gran associació a Godzilla, i no puc esperar a començar amb ell d'aquí a unes poques setmanes, i és molt emocionant i aterridor al mateix temps perquè és un projecte tan llegendari. Per ser cridat a venir després de John Williams ... per a mi és un gran repte. " No obstant, al setembre de 2016, es va anunciar que Michael Giacchino substituiria Desplat com a compositor, després que les regravacions de la pel·lícula alteressin el programa de postproducció, i Desplat ja no estaria disponible.
Giacchino només va tenir quatre setmanes i mitja per compondre la música de la pel·lícula, començant gairebé immediatament després d'acabar la producció a "Doctor Strange". En una entrevista a Weekly Entertainment al novembre de 2016, Giacchino va declarar: "És una pel·lícula que, en molts sentits, és una pel·lícula realment fantàstica de la Segona Guerra Mundial, i m'encantava això d'ella. Però també té aquest enorme, enorme cor al centre de la mateixa, i aquesta era la única cosa que no volia descomptar. Sí, és una pel·lícula d'acció, i és una pel·lícula de "La guerra de les galàxies", i té totes les coses que esperaries i estimaries, però no volia oblidar que també era una pel·lícula increïblement emocional. Això va ser el que realment em va fer entrar-hi".
Giacchino va incorporar temes de John Williams de les pel·lícules anteriors a la partitura. La banda sonora original va ser lliberada per Walt Disney Records el 16 de desembre de 2016.
Tota la música va ser composta per Giacchino excepte on es va assenyalar. Giacchino, que té un historial d'utilitzar títols de cançons que contenen jocs de paraules, va compartir la seva llista alternativa en les notes del llançament de la banda sonora. Aquests noms apareixen a les notes.
| Núm.          | Títol | Durada |
| ------------- | --- | ------ |
| 1.            | «He's Here for Us» ("A Krennic Connection")                                                                                                   | 3:20   |
| 2.            | «A Long Ride Ahead» ("Jyn and Scare It") | 3:56   |
| 3.            | «Wobani Imperial Labor Camp» ("Jyncarcerated")                                                                                                | 0:54   |
| 4.            | «Trust Goes Both Ways» ("Going to See Saw"; inclou "The Force Theme" per John Williams)                                                       | 2:45   |
| 5.            | «When Has Become Now» ("That New Death Star Smell"; inclou "Death Star Motif" per John Williams)                                              | 1:59   |
| 6.            | «Jedha Arrival» ("Jedha Call Saw") | 2:48   |
| 7.            | «Jedha City Ambush» ("When Ambush Come to Shove")                                                                                             | 2:19   |
| 8.            | «Star-Dust» ("Erso-Facto") | 3:47   |
| 9.            | «Confrontation on Eadu» ("Go Do, That Eadu, That You Do, So Well"; inclou "Death Star Motif" per John Williams)                               | 8:05   |
| 10.           | «Krennic's Aspirations» ("Have a Choke and a Smile"; inclou "Imperial Motif" i "The Imperial March" per John Williams)                        | 4:16   |
| 11.           | «Rebellions Are Built on Hope» ("Erso in Vain")                                                                                               | 2:56   |
| 12.           | «Rogue One» ("Takes One to Rogue One"; inclou "The Force Theme" per John Williams)                                                            | 2:04   |
| 13.           | «Cargo Shuttle SW-0608» ("World's Worst Vacation Destination")                                                                                | 3:59   |
| 14.           | «Scrambling the Rebel Fleet» ("Scarif Tactics"; inclou "The Force Theme" i "Star Wars Main Theme" per John Williams)                          | 1:33   |
| 15.           | «AT-ACT Assault» ("Bazed and Confused"; inclou "Rebel Fanfare" i "Imperial Walkers" per John Williams)                                        | 2:55   |
| 16.           | «The Master Switch» ("Switch Hunt") | 4:02   |
| 17.           | «Your Father Would Be Proud» ("Transmission Impossible")                                                                                      | 4:51   |
| 18.           | «Hope» ("Live and Let Jedi"; inclou "The Imperial March", "Death Star Motif", "Rebel Blockade Runner", i "The Force Theme" per John Williams) | 1:37   |
| 19.           | «Jyn Erso and Hope Suite» | 5:51   |
| 20.           | «The Imperial Suite» | 2:29   |
| 21.           | «Guardians of the Whills Suite» | 2:52   |
| Durada total: | Durada total: | 69:18  |

## Altres mitjans

### Televisió
Rogue One va utilitzar el personatge de Saw Gerrera, que havia estat introduït a la sèrie de televisió animada The Clone Wars), i havia estat mencionat a Star Wars Rebels. Els personatges de la pel·lícula també van aparèixer a la segona meitat de Rebels, començant per Saw en l'episodi d'una hora de la 3ª temporada "Ghosts of Geonosis". Més personatges i vehicles que es van introduir per primera vegada a la pel·lícula apareixen a la quarta i última temporada de la sèrie, mentre que el principal antagonista de la pel·lícula, Orson Krennic, és esmentat pel seu nom.
El 8 de novembre de 2018, es va anunciar que una sèrie de preqüela d'acció en viu es desenvoluparia oficialment i apareixeria en el proper servei de streaming de Disney, Disney+. La sèrie se situarà abans dels esdeveniments de Rogue One i se centrarà en Cassian Andor amb Diego Luna reprenent el paper.

### Novel·les vinculades
Una novel·la vinculada a la pel·lícula, Catalyst: A Rogue One Novel, va ser publicada el 15 de novembre de 2016. Escrit per veterà novel·lista de Star Wars James Luceno, la història, se situa uns anys abans dels esdeveniments de Rogue One i proporciona una història de fons per a la pel·lícula. La novel·lització homònima de la pel·lícula va ser escrita per Alexander Freed i publicada el 16 de desembre de 2016.
Mesos després de la publicació de la pel·lícula, Lucasfilm Press va publicar una altra novel·la titulada Star Wars: Rebel Rising el 2 de maig de 2017. Escrita per Beth Revis, la novel·la explica què va passar amb Jyn Erso entre la mort de la seva mare i el dia en què els agents rebels la van alliberar d'un camp de treball imperial, un període en què la pel·lícula es salta al seu inici.
El mateix dia que es va llançar Rebel Rising, la novel·la "Guardians of the Whills" va ser publicada també per Disney Lucasfilm Press. Escrita pel novel·lista i escriptor de còmics Greg Rucka, es va centrar en els personatges de Chirrut i Baze, explicant les seves històries i donant més context als esdeveniments que van succeir a Jedha abans de la pel·lícula i en l'ocupació imperial.

### Còmics
Mesos després de l'estrena de la pel·lícula, Marvel Comics va adaptar-la en una minisèrie de sis números amb contingut extra. Es va reeditar recopilada el 12 de desembre de 2017.
L'agost de 2017, IDW Publishing va anunciar que faria una adaptació en format de novel·la gràfica de la pel·lícula, que es va llançar un dia després de la publicació de la recopilació de la miniserie de Marvel. A diferència de la minisèrie de Marvel, aquesta novel·la gràfica tindrà una mica un estil visualment més caricaturesc.
Al mateix mes, Marvel Comics va publicar Star Wars: Rogue One – Cassian & K-2SO Special, un especial de 40 pàgines centrat en el primer cop que es van trobar els personatges de Cassian Andor i K-2SO. El còmic va ser escrit per Duane Swierczynski i dibuixat per Fernando Blanco.
Els còmics de Marvel van ser publicats recopilats només en castellà per la catalana Editorial Planeta.

### Videojocs
Un paquet d'expansió descarregable va ser llançat per a Star Wars Battlefront, titulat Rogue One: Scarif, que permet als jugadors la possibilitat de jugar a través dels diferents llocs, personatges i escenaris del planeta introduïdes a Rogue One. Una missió de realitat virtual gratuïta per a PlayStation 4 també es va llançar al costat de l'expansió.
Diversos personatges i conceptes de la pel·lícula també van ser inclosos en els jocs mòbils Star Wars: Force Arena, Star Wars Commander i Star Wars: Galaxy of Heroes, tots disponibles a iOS i Android.